# Ла-Агада-и-Коста-Асул
Ла-Агада-и-Коста-Асул или Коста-Асуль (исп. La Aguada y Costa Azul) — населённый пункт в юго-восточной части Уругвая, в департаменте Роча.

## География
Расположен в южной части департамента, на берегу Атлантического океана, к востоку от города Ла-Палома. К северу от населённого пункта проходит дорога № 10.

## История
21 декабря 1995 года получил статус села (Pueblo) указом № 12.253.

## Население
Население по данным на 2011 год составляет 1090 человек.
| Год  | Население |
| ---- | --------- |
| 1963 | 210       |
| 1975 | 454       |
| 1985 | 967       |
| 1996 | 1125      |
| 2004 | 1103      |
| 2011 | 1090      |

Источник: Instituto Nacional de Estadística de Uruguay